# Éder Sánchez

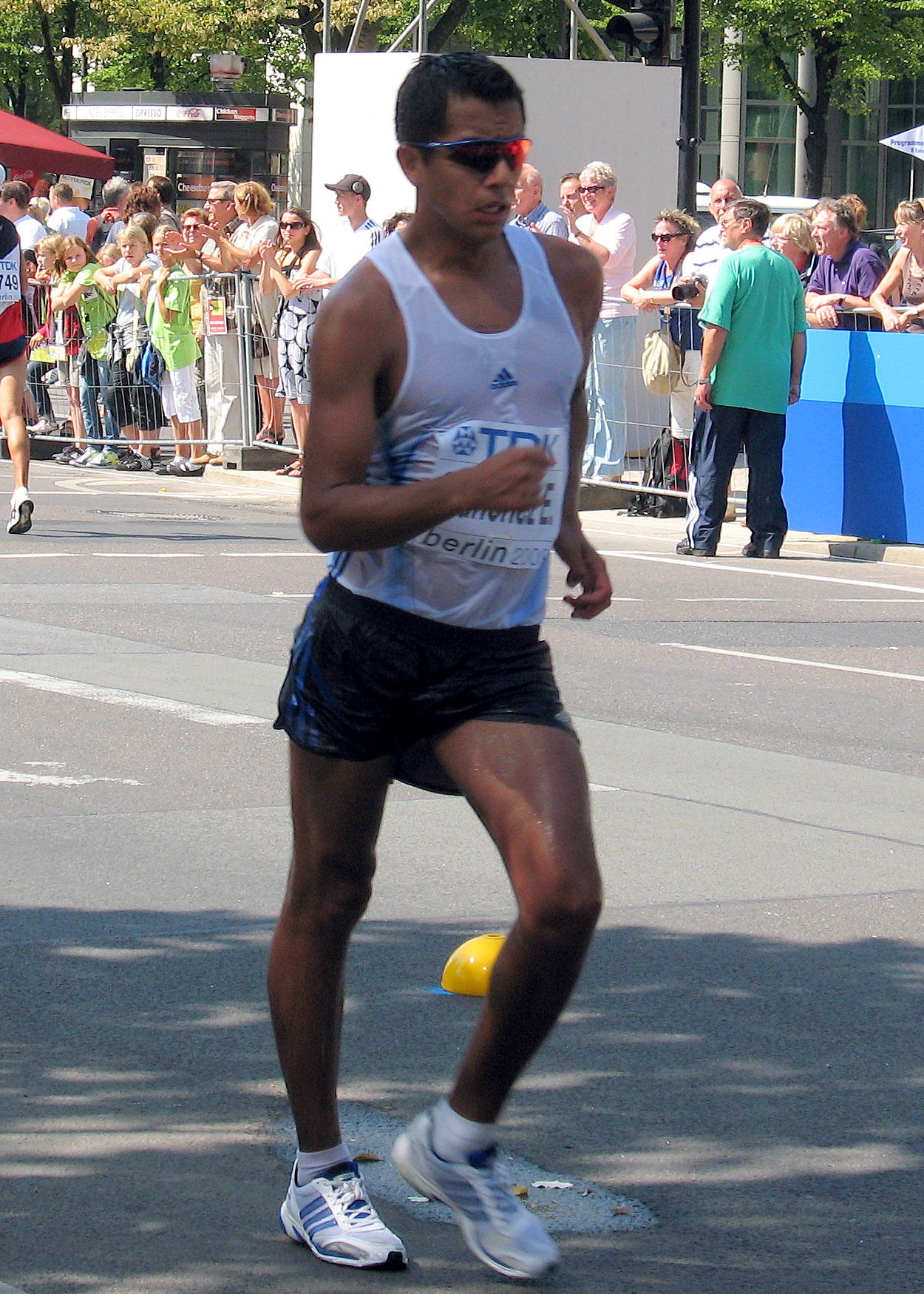

Heraclio Éder Sánchez Terán (Tlalnepantla de Baz, 21 de mayo de 1986) es un deportista mexicano especializado en marcha atlética.
En el Campeonato Mundial de Atletismo de 2009 celebrado en la ciudad alemana de Berlín consiguió la medalla de plata en los 20 kilómetros. Inicialmente había obtenido la medalla de bronce al ser 3º, pero el atleta ruso Valeri Borchin, ganador de la prueba, fue descalificado el 24 de marzo de 2016 por el TAS acusado de dopaje. La IAAF anunció que las medallas serían redistribuidas en todas las competiciones bajo su control por lo que Sánchez pasó del 3º al 2º puesto.
Participó en los Juegos Olímpicos de Pekín 2008 en la distancia de 20 km marcha. También acudió a la cita de Londres 2012, donde, en la misma distancia, terminó 6º consiguiendo con ello un diploma olímpico.
Ha participado en dos ocasiones en la Copa del Mundo de Marcha Atlética: En Naumburg 2004 donde consiguió la medalla de plata en los 10 kilómetros, y en Cheboksary 2008 donde se hizo con el bronce sobre los 20 kilómetros.
Su entrenador es Víctor Manuel Sánchez Guerrero.

## Mejores marcas personales
| Mejores marcas personales | Mejores marcas personales | Mejores marcas personales | Mejores marcas personales |
| Distancia                 | Tiempo                    | Lugar                     | Fecha                     |
| ------------------------- | ------------------------- | ------------------------- | ------------------------- |
| 3.000 m.                  | 11:14.01                  | Cork, Irlanda             | 4 de julio de 2009        |
| 5.000 m.                  | 18:40.11                  | Sídney, Australia         | 28 de febrero de 2009     |
| 10.000 m.                 | 39:46.83                  | México, D. F., México     | 26 de junio de 2011       |
| 10 km.                    | 38:31.00                  | Saransk, Rusia            | 19 de septiembre de 2009  |
| 20 km.                    | 1h:18:34                  | Cheboksary, Rusia         | 10 de mayo de 2008        |
| 50 km.                    | 3h:53:19                  | Dudince, Eslovaquia       | 26 de marzo de 2011       |
| PC - Pista Cubierta       |                           |                           |                           |